# Caesennii
La gens Caesennia était une famille étrusque de Tarquinii à la fin de la République romaine et à l'époque impériale,,.

## Membres
- Caesennius (Paetus), (v.-130 - ?)
  - Caesennia (Paetina), (v.-105 - -69), épouse de Lucius Fulcinius puis de Aulus Caecina [2];
  - ? Publius Caesennius Paetus, (v.-100 - ap.-69)[2];
    - ? Lucius Caesennius Lento, (v.-75 - ap.-43), légat de Caesar en Hispanie;
      - ? (Caesennius Paetus), (v.-50 - ?);
        - ? (Caesennius Paetus), (v.-25 - ?);
          - ? (Publius Caesennius Paetus), (v.-5 - ?), notable de Tarquinies;
            - Lucius Iunius Caesennius Paetus, (v.20 - 72), consul en 61, proconsul de Syrie en 70;
              - Lucius Iunius Caesennius Paetus, (v.45 - ap.94), consul suffect en 79, proconsul d'Asie;
                - (Lucius Iunius Caesennius Paetus), (v.65/70 - ?);
                  - (Lucius) Iunius (Caesennius) Paetus, (v.90/5 - ap.127), consul suffect en 127;
                    - (Lucius) Iunius (Caesennius) Paetus, (v.120 - ap.154), consul suffect en 154;
                      - ? Lucius Caesennius Servilius Isauricus, (v.160 - ap.204), salins palatins en 179;

                  - Lucius Caesennius Antoninus, (v.95 - ap.128), consul suffect en 128;
                  - Arria Caesennia Paulina, (v.100 - ap.138), épouse de Publius Manlius Carbo;

              - Caesennia, (v.50 - ?);
              - Publius Caesennius Sospes, (v.55/60 - ?);
                - Lucius Caesennius Sospes, (v.80 - ap.114), consul suffect en 114;
                  - (Caesennia), (v.110 - ?), épouse de Publius (Junius Pastor);

### Autres
- Caius Caesennius Philo, a porté plainte contre Sextus Cloelius, un scribe qui a incité à la violence populaire après la mort du tribun de la plèbe Publius Clodius Pulcher en -52. Philon réussit à obtenir la condamnation de Cloelius[4].
- Aulus Caesennius Gallus, consul suffect avant 80.